# Fastly
Fastly，美國雲端運算服務商，其邊緣運算平台（Edge Cloud Platform）提供內容傳遞網路、網絡安全服務、負載均衡及影片串流等服務。Fastly公司現於美國加州三藩市設總部，並於丹佛、紐約、波特蘭及日本東京設有分公司辦事處。

## 歷史
Fastly於2011年由Artur Bergman先生創立，他在創辦公司前為Wikia的首席技術官。2015年9月，Google與Fastly及其他CDN服務商合作，為Google的用戶提供CDN服務。2014年4月，Fastly併購了德克薩斯州奧斯汀的CDN Sumo公司。該公司以德州為服務核心，提供平台即服務系統的在線內容傳遞服務。
2017年4月，Fastly啟用了自家的邊緣運算平台，當時配有改善圖片質素、負載均衡及網絡應用程式防火牆（WAF）功能。Fastly希望透過以雲端為基礎的邊緣平台，將客戶內容儲存在快速固態硬碟，運用邊緣計算技術，加快資料的處理與傳送速度。
2019年5月，Fastly在紐約證券交易所以每股16美元為招股價掛牌上市。2020年2月，時任行政總裁兼創辦人Artur Bergman宣布他將會卸任Fastly行政總裁一職，而原有的最高行政主管Joshua Bixby則升任行政總裁，接替Artur Bergman。
2021年6月8日，Fastly經歷了一次重大中斷事故，導致了全世界許多使用其服務的網頁無法訪問，股价也受到短暫衝擊。

## 服務
Fastly形容其邊緣運算平台為協助程式開發者將他們的核心雲端建設推展至邊緣網絡，更加接近用家。Fastly的邊緣運算平台包含內容傳遞網路、網絡安全服務、負載均衡及影片串流等服務。
而Fastly的雲端保安服務則包括保護系統受阻斷服務攻擊（DDoS）、緩解Bot攻擊及網絡應用程式防火牆功能。當中，網絡應用程式防火牆使用OWASP的ModSecurity規則集（Core rule set，CRS），及自家的規則集。

## 技術
Fastly是以開源Web加速器Varnish cache為技術基礎。另外，Fastly亦支援開源及非牟利的網絡科技項目，為它們提供包括免費的內容傳遞服務，包括Drupal、Tor项目、Hackage、HashiCorp、Python、Ruby及DonorsChoose等程式語言及計劃。

## 公司客戶
Fastly的客戶主要為中小型企業，當中以公司規模為10至50人，營業額為100至1000萬美元的公司佔最多數。而Fastly客戶首十位所屬的產業，分別為電腦程式、汽車產業、醫療衛生、非營利組織、房地產、零售、教育管理、餐飲業、資訊科技服務及建築。

## 外部連結
- Fastly的官方網站（页面存档备份，存于）（英文）